# Los Reyes, Zacatecas
Los Reyes är en ort i Mexiko.   Den ligger i kommunen Villa Hidalgo och delstaten Zacatecas, i den centrala delen av landet, 400 km nordväst om huvudstaden Mexico City. Los Reyes ligger 2 145 meter över havet och antalet invånare är 332.
Terrängen runt Los Reyes är en högslätt. Runt Los Reyes är det ganska glesbefolkat, med 21 invånare per kvadratkilometer. Närmaste större samhälle är Pinos, 19,5 km öster om Los Reyes. Trakten runt Los Reyes består till största delen av jordbruksmark.